# Candice Patton
Candice Kristina Pattonová (* 24. června 1988, Jackson, Mississippi, Spojené státy americké) je americká herečka. Nejvíce se proslavila rolí Iris West v seriálu stanice The CW The Flash.

## Životopis
Narodila se v Jacksonu v Mississippi, ale vyrostla v Piano v Texasu. Navštěvovala Southern Methodist University v Dallasu.

## Kariéra
Byla obsazena do několika televizních seriálů, včetně telenovely Báječní a bohatí. Roli Mercedes získala v televizním seriálu Sorority Forever. Jako Iris West se objevila v seriálu stanice CW The Flash. Umístila se na pátém místě žebříčku BuddyTV "Top 100 nejvíce sexy žen televizní obrazovky roku 2004". V květnu 2015 se umístila na 61. místě žebříčku magazínu Maxim.

## Filmografie

### Film
| Rok  | Název               | Role             | Poznámky |
| ---- | ------------------- | ---------------- | -------- |
| 2012 | Commander and Chief | Dana             |          |
| 2014 | The Guest           | Seržantka Halway |          |

### Televize
| Rok       | Název                              | Role                      | Poznámky                                 |
| --------- | ---------------------------------- | ------------------------- | ---------------------------------------- |
| 2004–2005 | Mladí a neklidní                   | Robin                     | 5 dílů                                   |
| 2007      | Báječní a bohatí                   | Candy                     | díl: 1.5202                              |
| 2008      | Sorority Forever                   | Mercedes Muna             | internetový seriál; 21 dílů              |
| 2008      | Casanovas                          | Herečka č.2               | díl: „Hollywood Heartburn“               |
| 2009      | Vincentův svět                     | asistentka Dana Coakleyho | 3 díly                                   |
| 2009      | Castle na zabití                   | Mladá žena                | díl: „Tvář módního týdne“                |
| 2009      | Hrdinové                           | Olivia                    | 2 díly                                   |
| 2008–2009 | Tak jde čas                        | Jill / Alicia             | 2 díly                                   |
| 2010      | Zloději paměti                     | Kelly                     | díl: „Dva mrtví“                         |
| 2010      | One Tree Hill                      | Tanisha                   | 2 díly                                   |
| 2010      | Chirurgové                         | Meg Waylon                | díl: „Téměř dospělí“                     |
| 2011      | Vrah přes inzerát                  | Kate                      | TV film                                  |
| 2011      | Harry's Law                        | Denise Raines             | díl: „American Dreams“                   |
| 2011      | Man Up                             | Dana                      | 3 díly                                   |
| 2011      | Kriminálka Miami                   | Wendy Gibson              | díl: „Touha po krvi“                     |
| 2011      | Láska bolí                         | Liz Beth                  | díl: „Moderní pohromy“                   |
| 2012      | Rizzoli & Isles: Vraždy na pitevně | Paní Avery                | díl: „Zlomené srdce“                     |
| 2013–2014 | The Game                           | Tori                      | 9 dílů                                   |
| 2014      | About a Boy                        | Veronica                  | díl: „About Total Exuberance“            |
| 2014–2023 | Flash                              | Iris West-Allen           | hlavní role                              |
| 2017      | Supergirl                          | Iris West-Allen           | díl: „Crisis on Earth-X, Part 1“         |
| 2017      | Arrow                              | Iris West-Allen           | díl: „Krize na Zemi X, 2. část“          |
| 2017      | Legends of Tomorrow                | Iris West-Allen           | díl: „Crisis on Earth-X, Part 4“         |
| 2019      | Batwoman                           | Iris West-Allen           | díl: „Crisis on Infinite Earths, Part 2“ |